# 베이징 자동차 그룹
베이징 자동차 그룹(영어: Beijing Automotive Group, 중국어: 北京汽车集团有限公司)은 중국의 자동차 국영기업으로 현대자동차와 합작해 중국에 베이징 현대자동차를 만든 모기업 회사이기도 하다. 회사 브랜드 중에 승용차 제조사 BAIC 자동차와 SUV제조사 RAW, 메르세데스-벤츠의 벤츠 합작사인 베이징 벤츠를 자회사로 두고 있다. 미국 Forture 잡지에 영업이익 695억 9000만 달러를 올린 세계 500대 기업중에서 134위에 올랐다고 발표되었다. 해마다 연속 6년간 유지하고 있다. 전기자동차 부분에서는 세계EV 브랜드 중에서 2018년 1~9월까지 92,232대를 판매하여 2위의 실적을 올리고 있다.
이를 기반으로 글로벌 전기 자동차 시장 진출을 위한 선제적으로 한국에 판매총판 북경모터스 보관됨 2018-11-26 - 웨이백 머신 주식회사(사명변경 이에스모빌리티(주))를 2016년 10월에  설립, 그룹 계열사 브랜드 중 하나인 포톤 AUV 전기시내버스를 평창 올림픽기간에 시범운행을 실시하였으며, 이어서 강릉시와 성남시에 판매 실적을 올리고 한국시장 진입에 성공적으로 수행하고 있다. 후속 판매차종으로 2020년 중형저상 전기버스 "그린타운 850"차종을 경기도 하남시 하남마을버스에 공급함으로서 한국시장에 차량모델을 다양화 하고 있다.
"그린타운 850" 전기저상마을버스는 온실가스 감축정책에 따라서 시,도 지자체의 마을버스 운행 노선에 운영하기에 적합한 차량으로 주목받음과 동시에 "교통약자 이동 편의성 증대"에 힘입어 이용 승객으로부터 호평을 받고 있다.
이러한 베이징 자동차 그룹은 전기 승용차 진출을 위해 지난 2019년 5월 서울 코엑스에서 개최된 EV트랜드 코리아에서 BJEV 전기승용차 EU5와 전기SUV EX5,EX3와 같은 고성능 전기차를 공개 선보였다. 중국 자동차 제작사로서는 한국에 처음으로 한국시장 진출 행보였으며, 더불어 EV트랜드 코리아 행사에서 관람객과 언론상으로 많은 관심과 기대를 높였다.  2021년에는 전기 승용차 수입판매가 시작될 계획이다.
수입될 차종으로  2020년 현재 양산중인 중형전기승용차 EU7과 고급 브랜드를 지향하는 ARCFOX 브랜드의 "알파-티" 전기 SUV 차종 모델이 예상되고 있다. 특히 ARCFOX브랜드는 글로벌 판매를 염두에 두고 개발된 모델인 것으로 보아, 한국시장에서 판매가 기대된다. 그리고 베이징에서 이미 많이 검정된 배터리 교환형 전기 택시 모델도 한국내에서 많은 소비자들이 관심을 보내고 있는 실정이다.

## 계열사

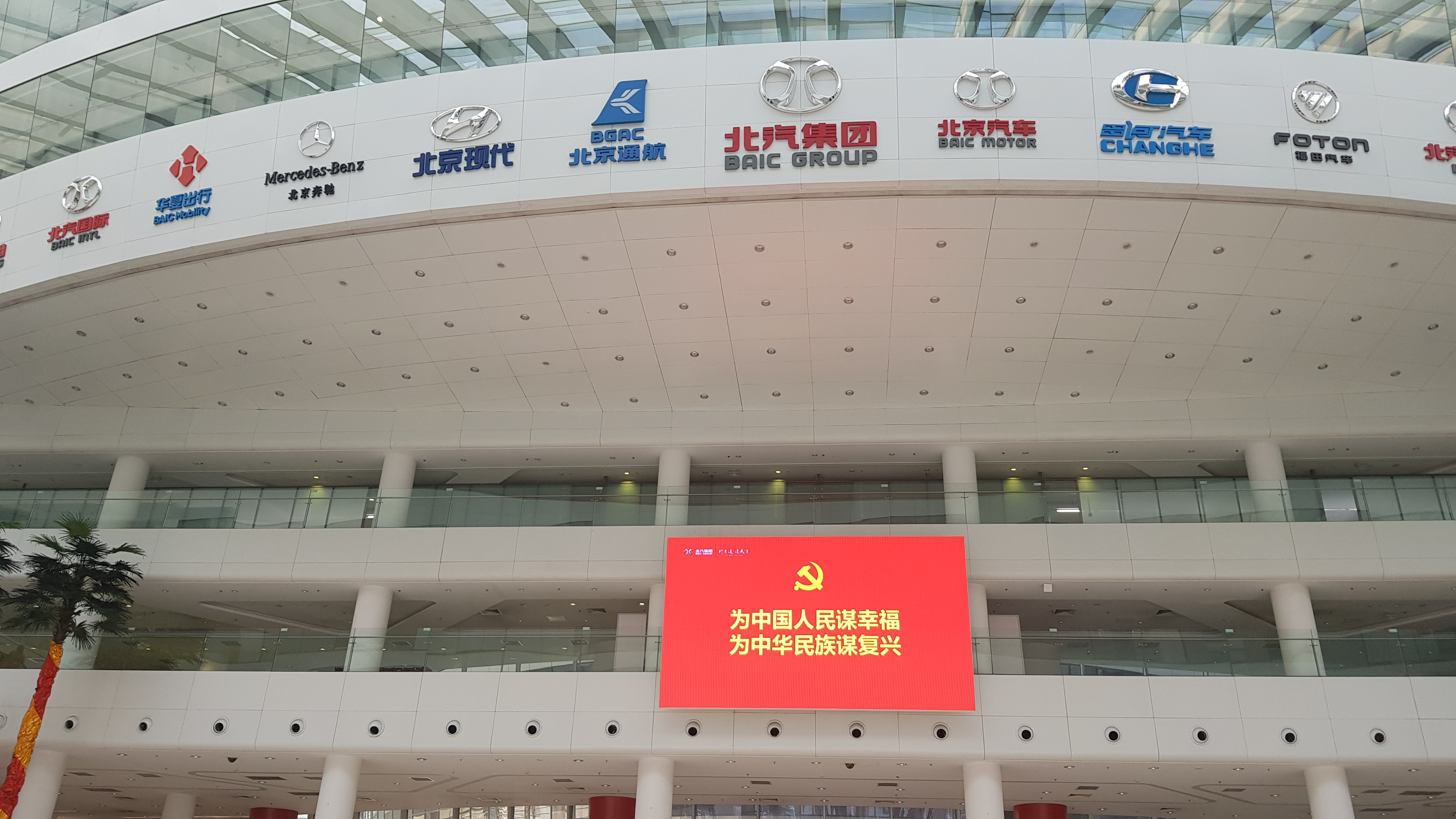

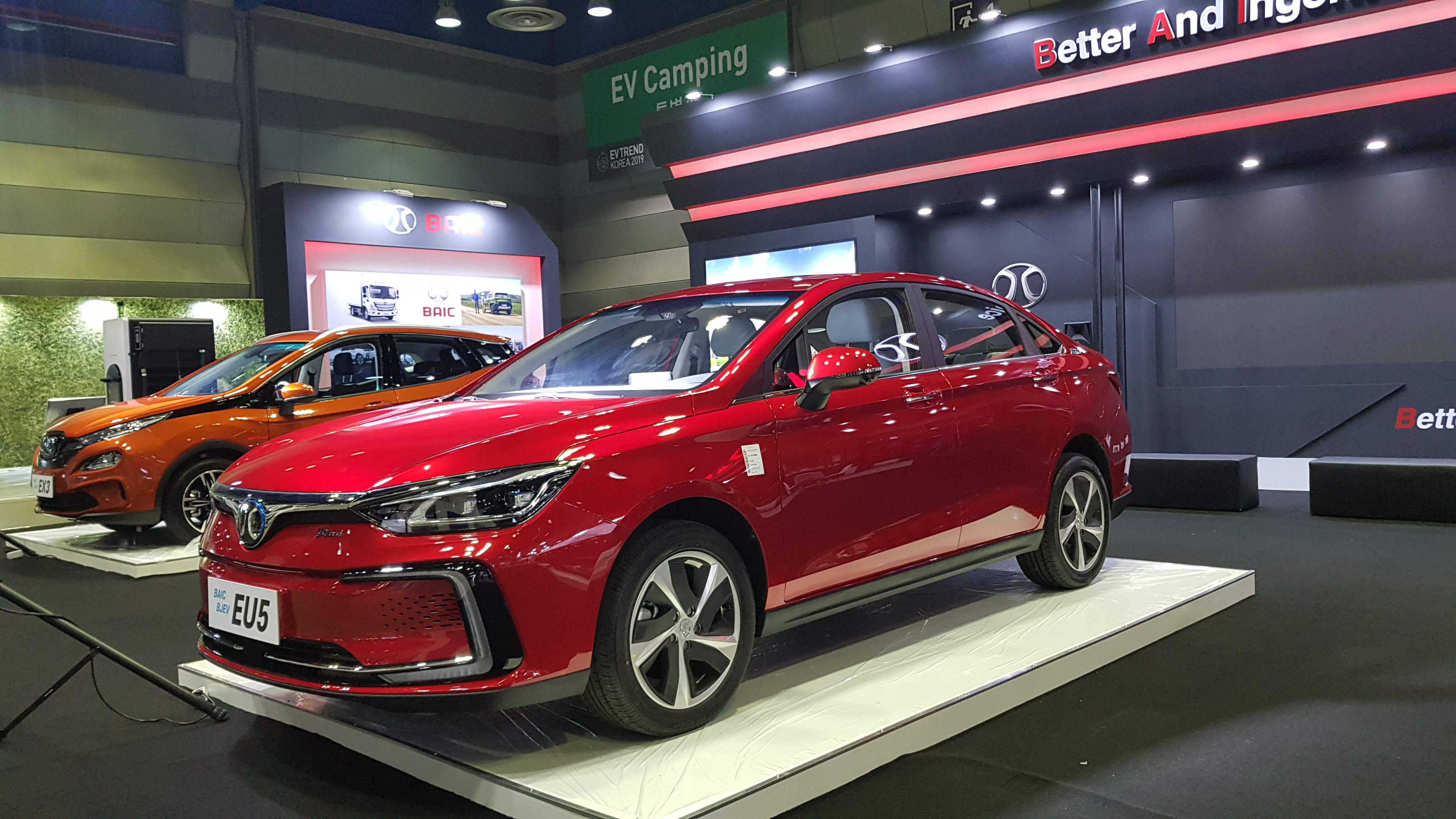

- 포톤 자동차 (FOTON)